# 브론슨 핀초
브론슨 핀초(Bronson Pinchot, 1959년 5월 20일 ~ )은 미국의 배우이다.

## 출연 작품
- 비벌리힐즈 캅3